# Gannat
Gannat [ɡana] (okzitanisch Gatnac) ist eine französische Gemeinde mit 5684 Einwohnern (Stand 1. Januar 2022) im Arrondissement Vichy (Département Allier, Region Auvergne-Rhône-Alpes).

## Geografie
Die Kleinstadt Gannat liegt am Fluss Andelot in der Landschaft Limagne Bourbonnaise, etwa 20 Kilometer westlich von Vichy. Im Süden und Westen grenzt das Gemeindegebiet von Gannat an das Département Puy-de-Dôme.

## Geschichte
In Gannat fanden Ausgrabungen statt, welche die vor- und frühgeschichtliche Besiedlung des Ortes belegen. In römischer Zeit wurde Gannat zum Verkehrsknoten zwischen Vichy, Clermont-Ferrand und Chantelle.

### Bevölkerungsentwicklung
| Jahr                       | 1962 | 1968 | 1975 | 1982 | 1990 | 1999 | 2007 | 2016 | 2019 |
| Einwohner                  | 5376 | 5967 | 6355 | 6255 | 5919 | 5830 | 5881 | 5836 | 5830 |
| Quellen: Cassini und INSEE |      |      |      |      |      |      |      |      |      |

## Sehenswertes
Siehe auch: Liste der Monuments historiques in Gannat
- Altes Schloss, 12. Jahrhundert, umgeändert im 19. Jahrhundert, 4 Türme; im Château das Musée Municipal Yves Machelon (Stadtmuseum) mit Exponaten sakraler Kunst, darunter ein Evangeliar des 9. Jahrhunderts, und mit einer Ausstellung zur Résistance, Monument historique[1]
- Türme des alten Stadtmauerrings (15. Jahrhundert): Tour Larat, Tour Calixte-Moulin und Tour Graulier
- Manoir de La Fauconnière, Herrenhaus des 15. Jahrhunderts
- Manoir des Duriers, Herrenhaus des 15. Jahrhunderts
- Zahlreiche alte Häuser aus dem 14. bis 16. Jahrhundert
- Kirche Sainte-Croix (12.–14. Jahrhundert, im 17. Jahrhundert umgebaut), Monument historique[2]
- Kirche Saint-Etienne, eine alte benediktinische Prioratskirche (11./12. Jahrhundert) mit Glockenturm des 15. Jahrhunderts und einer Vorhalle des 12. Jahrhunderts, Monument historique[3]
- Reste der Kirche de l’Aumône
- Romanische Kapelle Saint-James, heute Scheune
- Chapelle Sainte-Procule, Wald-Kapelle, 18. Jahrhundert, in der Nähe ein Kreuz des 19. Jahrhunderts
- Paläontologisches Museum

Kirche Sainte-Croix
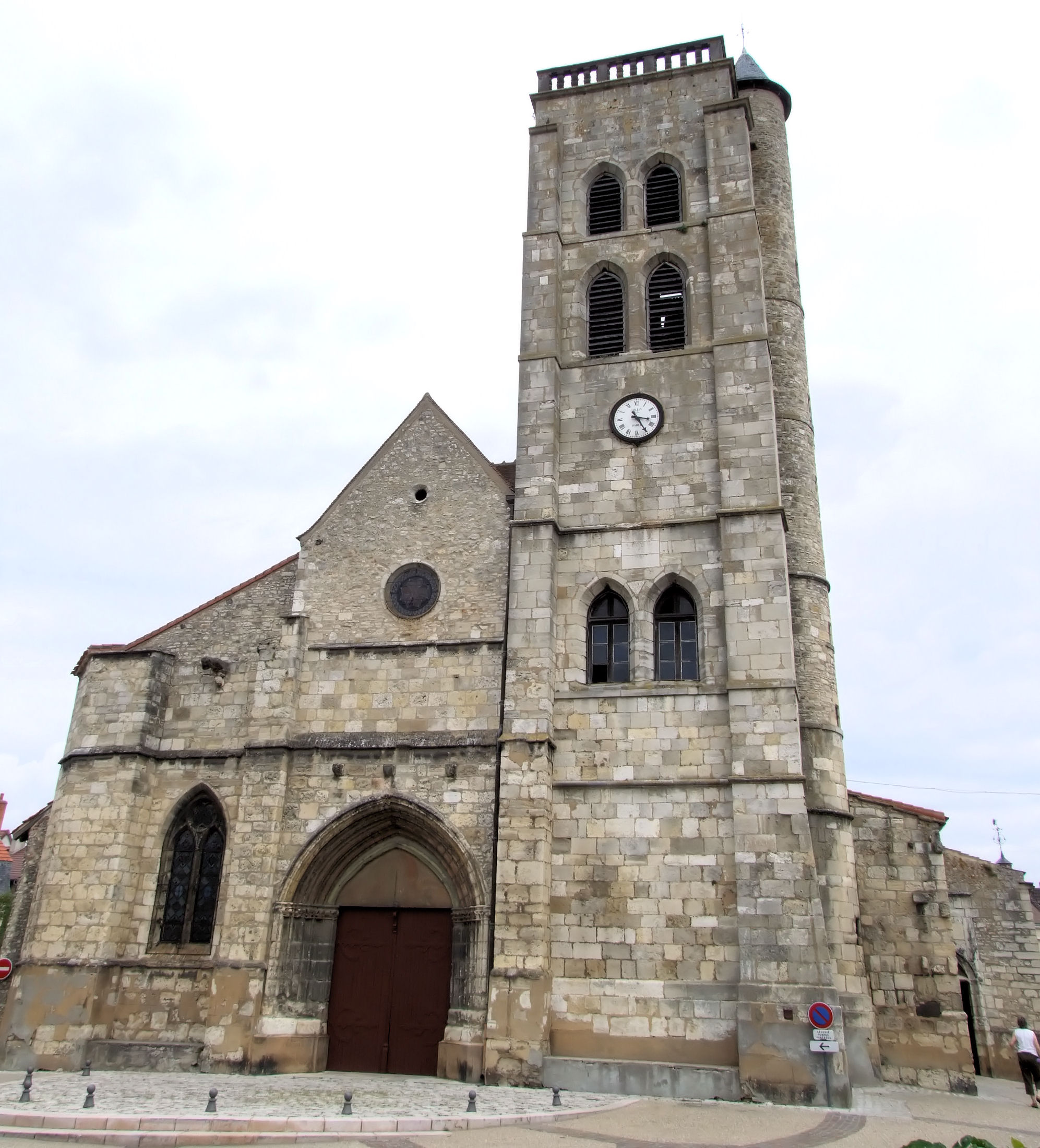
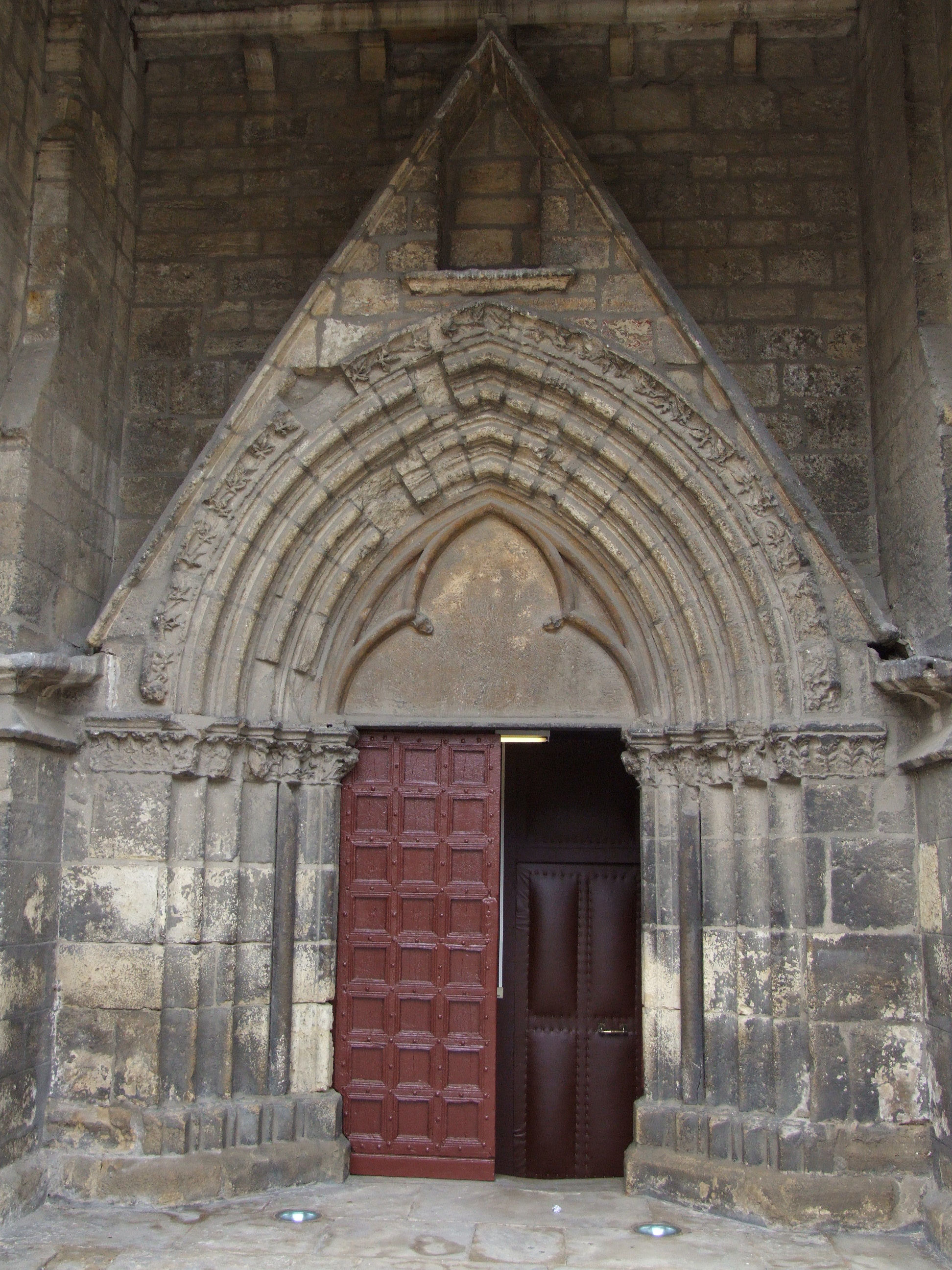
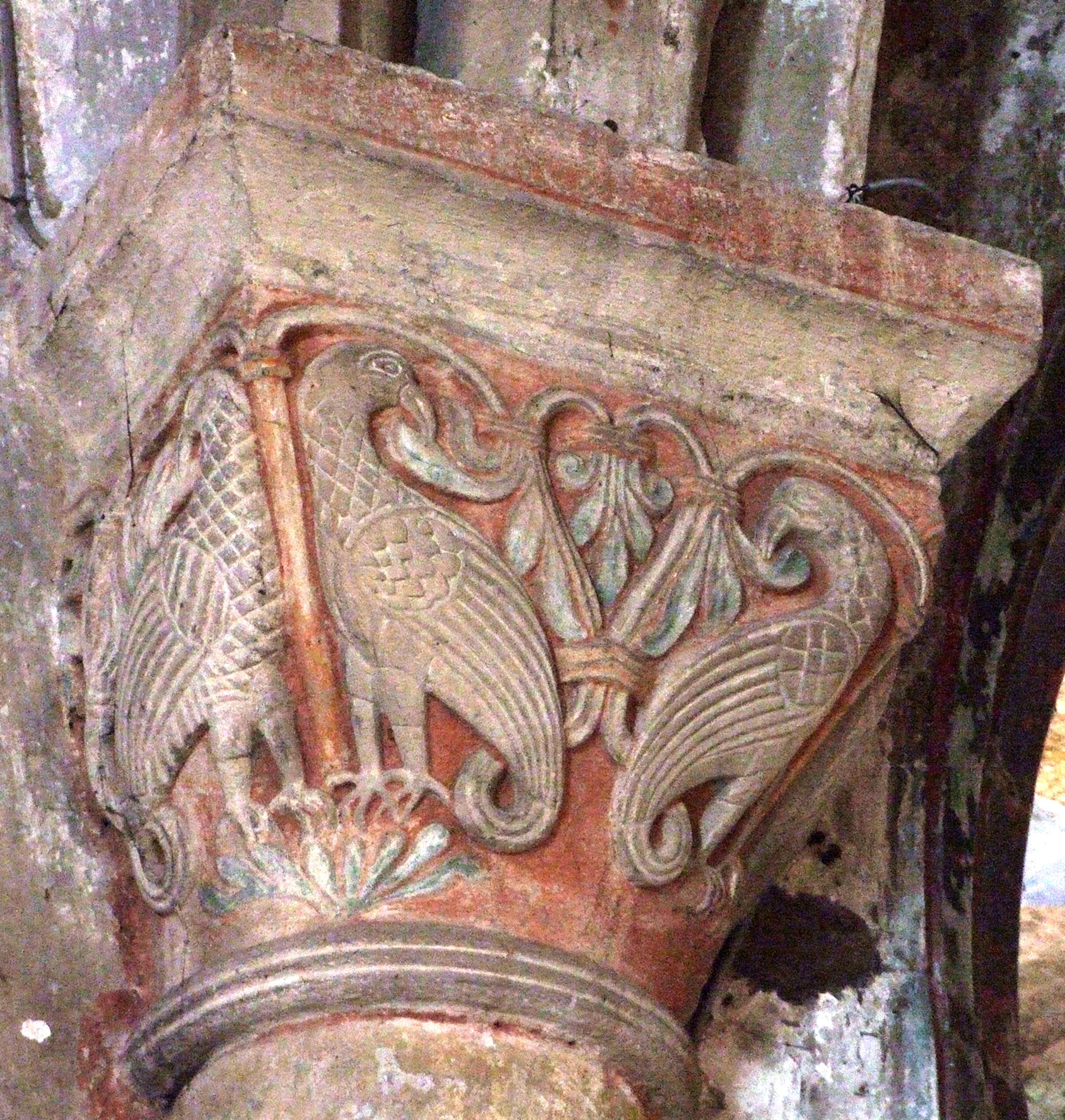

## Festival
Seit mehr als 30 Jahren findet hier alljährlich das zehntägige internationale Festival Les Cultures du Monde (früher Festival Mondial de Folklore) statt.

## Verkehr

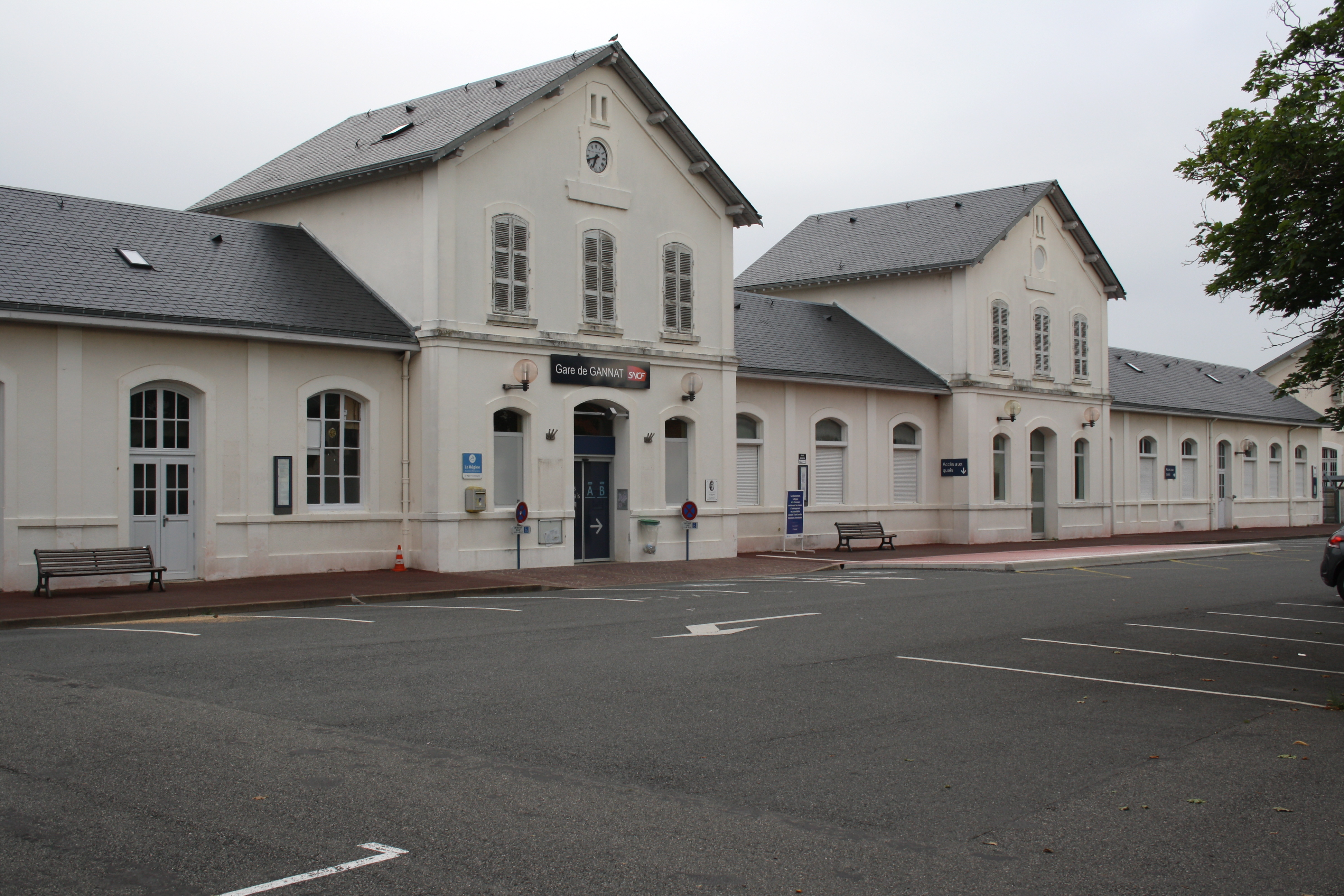
Empfangsgebäude des Bahnhofs

Gannat hat einen Bahnhof an der Bahnstrecke Saint-Germain-des-Fossés–Nîmes.

## Söhne und Töchter des Ortes
- Ferdinand François Châtel (1795–1875), Kirchenreformer
- Charles Antoine Gidel (1827–1900), Literaturhistoriker
- Gaston Cornereau (1888–1944), Fechter
- Sandrine Bonnaire (* 1967), Filmschauspielerin